# Platybdella pinnara
Platybdella pinnara är en ringmaskart som först beskrevs av de Silva och Burdon-Jones 1961.  Platybdella pinnara ingår i släktet Platybdella, och familjen fiskiglar. Arten har ej påträffats i Sverige.